# Alberto María Candioti

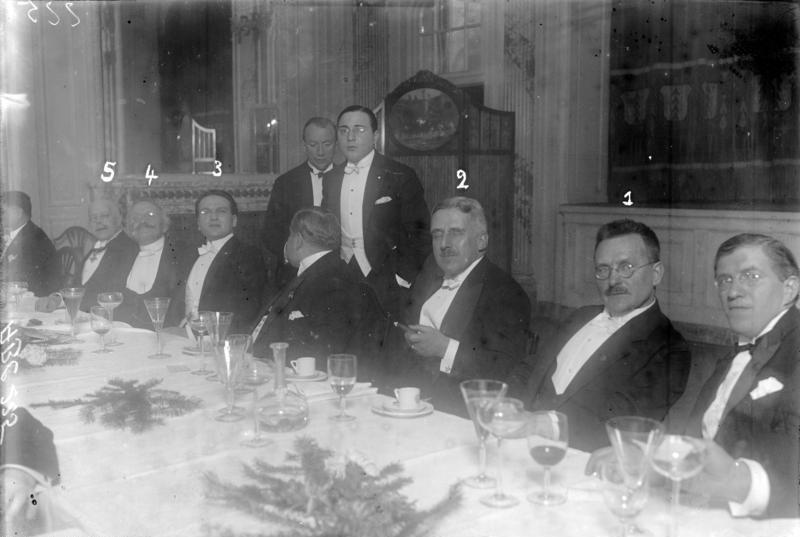
Candioti (Nr. 3) bei einem Festessen, das deutsch-spanische Vereinigungen 1923 anlässlich seiner Abreise als argentinischer Generalkonsul aus Berlin 1923 abhielten. Bei der mit der Nr. 1 gekennzeichneten Person handelt es sich um den Reichstagspräsidenten Paul Löbe.

Alberto María Candioti, Pseudonym Almaca Fournier, (* 28. Dezember 1889 in Rosario; † 1968) war ein argentinischer Schriftsteller, Maler und Diplomat.

## Leben
Alberto María Candioti war der Sohn von Amalia Fournier de Candioti und Mariano N. Candioti, sein Bruder Pedro Antonio war ein berühmter Schwimmer.
Er studierte in Europa. 1912 trat er in den auswärtigen Dienst, wo er bis 1913 in Chile beschäftigt wurde. Von 1913 bis 1916 war er Konsul („cónsul de tercera clase“) in Lemberg. Der Kriegsberichterstatter Juan Pujol berichtete für ABC Madrid über eine Rettungsaktion, in der Candioti 1914 während des Ersten Weltkrieges Zivilisten, überwiegend jüdische Menschen, vor einer Gefangennahme und der Einziehung der Männer durch russische Truppen retten konnte. Von Mai 1916 bis 1923 war er Konsul in Berlin. Während seiner Generalkonsularzeit in Beirut (1927 bis 1929) war er für den Libanon und Syrien zuständig. Candioti war außerdem Generalkonsul in Bulgarien und Italien, Ministre plénipotentiaire in Jugoslawien, Griechenland und Ecuador und später Botschafter in Kolumbien und bis 1943 in Mexico. Im September 1943 trat er von seiner diplomatischen Karriere zurück, um sich in Argentinien politisch engagieren und sich am Kampf gegen die Diktatur beteiligen zu können.
Candioti war seit seiner Jugend Mitglied der UCR (Unión Cívica Radical, dtsch. Radikale Bürgerunion). Von 1946 bis 1950 war Candioti Abgeordneter, legte das Amt aber nach einem Beschluss der UCR zusammen mit 19 weiteren Angehörigen seiner Fraktion nieder. Nach der Revolución Libertadora 1955 ging er wieder in den diplomatischen Dienst und war von 1955 bis 1966 Botschafter in London.
Alberto Candioti war als Schriftsteller in unterschiedlichen Bereichen tätig: sein erstes Werk war 1917 der Roman „En la penumbra de la tarde“. Candioti schrieb außerdem zu historischen, künstlerischen und politischen Themen. Er veröffentlichte Essays über den argentinischen Juristen und Außenminister Honorio Pueyrredón und den Unabhängigkeitskämpfer José de San Martín. Seine politischen Schriften befassen sich mit dem Pazifismus in Lateinamerika nach dem Ersten Weltkrieg und wiederholt mit der politischen Situation in Argentinien.
Candioti malte unter dem Pseudonym Almaca Fournier abstrakte Landschaften überwiegend in Öl und Tinte. Er studierte am Ateneum in Helsinki und an der Académie de la Grande Chaumière in Paris unter Lucien Simon und René Ménard. Während seines Aufenthaltes in Berlin von 1920 bis 1925 lernte er Wassily Kandinsky und seinen späteren Freund Emilio Pettoruti kennen. Hier traf er außerdem auf den argentinischen Maler Alfredo Guttero, der ihn später auch porträtierte. Über Pettoruti schrieb er die 1923 erschienene Monographie „Pettoruti: futurismo, cubismo, expresionismo, sintetismo, dadaismo“; das Buch erschien zu der Zeit als Pettoruti nach Buenos Aires zurückgekehrt war und sich massiver Kritik seiner modernen Malerei gegenübersah.

## Veröffentlichungen
- De Santo Domingo a Chapultepec (S. 29–43). Uber die Entwicklung des interamerikanischen Sicherheitssystems und der Fragen militärischer Interventionen seit der «Acta de Chapultepec» von 1945.
- 1917: En la penumbra de la tarde. Gehring & Reimers, Berlin.
- 1923: Los postulantes. Editora Internacional, Berlin.
- 1925: Historia de la institución consular en la antigüedad y en la edad media. Editoria Internacional, Buenos Aires.
- 1933: El jardín del amor: vida de un joven emir damasceno del siglo VIe. de la héjira., M. Gleizer, Buenos Aires.
- 1934: El Cofrecillo Esmaltado: poemas bizantinas en prosa. Albor, Buenos Aires.
- 1946: Camino Incierto. Siglo XX, Buenos Aires.
- 1960: El tratado antártico y nuestras fuerzas armadas. BB, Optimus.